# طلاق توافقی
طلاق توافقی، طلاق بدون دعوا یا طلاق بدون تقصیر (به انگلیسی: Uncontested divorce یا No-fault divorce) دربارهٔ موارد پس از جدایی مانند مهریه، جهیزیه، حضانت فرزندان، زمان ملاقات با فرزندان وسایر موارد زن و مرد باهم گفتگو و به توافق می‌رسند و این توافق در دادگاه ثبت می‌شود و ضمانت اجرای قانونی پیدا می‌کند.
طلاق توافقی به‌طور خلاصه به طلاقی گفته می‌شود که زوجین به هر دلیلی تمایل دارند با تفاهم از هم جدا شوند. هر توافقی که آنها در خصوص مهریه، نفقه، جهیزیه، حضانت و ملاقات فرزند داشته باشند از نظر دادگاه محترم و قابل قبول خواهد بود. به عنوان مثال زوجین توافق می‌کنند زوجه مهریه را در قبال طلاق ببخشد یا کل آن رادریافت کند یا با شرایط توافق شده مهریه پرداخت شود یا حتی قسمتی از مهریه بذل و قسمتی دیگر پرداخت شود؛ بنابراین تمام موارد توافق در رای دادگاه منعکس خواهد شد و قابلیت اجرا دارد.

## موارد هنگام درخواست طلاق توافقی

### مدت زمان گرفتن طلاق توافقی
با توجه به تغییر شرایط طلاق توافقی از آذرماه سال ۹۷ تاکنون در تهران اگر زوجین تمایل داشته باشند که بشخصه مراحل مربوط را طی کنند در ابتدا هردو یا یکی از آنها می‌بایست به سامانه نوبت دهی طلاق (سامانه مداخله در طلاق – سامانه تصمیم) مراجعه کنند و با وارد کردن مشخصات سجلی یکی از مراکز غربالگری مشاوره در تهران را انتخاب کنند. مرکز غربالگری پس از ثبت اطلاعات زوجین و دلایل طلاق، آنها را به یکی از مراکز مشاوره زیر نظر بهزیستی استان تهران ارجاع می‌دهد. جلسات مشاوره در بازه زمانی حداقل ۴۵روزه و در ۱ یا ۵ جلسه خواهد بود. تعداد جلسات بستگی به شرایط زوجین و مرکز مشاوره دارد. پس از اخذ گواهی عدم انصراف طلاق در صورت اصرار آنها به جدایی، دادخواست در دفتر خدمات الکترونیک قضایی ثبت و به دادگاه خانواده ارسال خواهد شد.
پس از صدور رای دادگاه نیز زن و شوهر در فرصت سه‌ماهه می‌توانند به یکی از دفاتر رسمی طلاق برای ثبت طلاق بروند. آنچه از اهمیت زیادی در طلاق توافقی برخوردار است اولاً توافق زن و شوهر بر انجام طلاق توافقی است و ثانیاً توافق در مورد مهریه، حضانت فرزندان، مقدار نفقه آنها – نحوه و مدت ملاقات است.
هیچ زن و شوهری بدون رای دادگاه نمی‌توانند به‌طور مستقیم به دفترخانه طلاق مراجعه کنند و هیچ دفترخانه ای هم نمی‌تواند طلاق را بدون رای دادگاه ثبت کند. مدت زمان طلاق توافقی توسط وکیل حدود ۱۰ روز کاری می‌باشد.

### حضانت و نگهداری فرزندان در طلاق توافقی
طبق ماده ۱۱۶۹ قانون مدنی، حضانت و نگهداری فرزند یا فرزندانی که پدر و مادرشان جدای از یکدیگر زندگی می‌کنند، مادر تا سن ۷ سالگی اولویت دارد و پس از ۷ سالگی اولویت حضانت و نگهداری از فرزند یا فرزندان با پدر است. همچنین طبق تبصره همین ماده، بعد از سن ۷ سالگی، در صورتی که بین زوجین در حضانت و نگهداری فرزندان اختلاف وجود داشته باشد، دادگاه با رعایت مصلحت فرزند، حل اختلاف و تعیین تکلیف می‌نماید.

### شرایط طلاق توافقی
در حال حاضر در کشور ایران شرایط طلاق دچار تغییر شده و زوجینی که خواهان انجام طلاق هستند باید به سامانه نوبت دهی طلاق مراجعه نموده و با ثبت اطلاعات خود در این سامانه از مراکز غربالگری نوبت دریافت کرده و در زمان معین به مراکز غربالگری و همچنین مراکز مشاوره خانواده مراجعه نموده و مراحل اداری را به صورت کامل طی نمایند. بعد از آنکه مشاوره‌های لازم انجام شد باید گواهی عدم انصراف از طلاق از مراکز مربوط دریافت شده، البته این گواهی در هنگام ثبت درخواست طلاق توافقی به دفاتر خدمات الکترونیک تحویل می‌گردد و دفاتر خدمات الکترونیک نیز دادخواست را ثبت کرده و به دادگاه خانواده ارائه می‌نمایند.

### مدارک لازم برای طلاق توافقی
- اصل عقدنامه یا رونوشت آن. با این توضیح که اگر به هر دلیل عقد نامه در دسترس نمی‌باشد یکی از زوجین می‌تواند در دفتر خانه ای که عقد نکاح را ثبت کرده‌اند و شماره آن در صفحه دوم شناسنامه نوشته شده‌است مراجعه کند و رونوشت عقد نامه را اخذ نماید.
- شناسنامه زوجین
- ترجیحاً کارت ملی (البته اگر شماره ملی را داشته باشید نیازی به کارت ملی نیست اگرچه که بودن آن بهتر است)
- در پرونده‌های وکالت در طلاق اصل وکالتنامه طلاق
- اصولاً برای صدور رای طلاق توافقی در دادگاه نیازی به مراجعه به پزشکی قانونی نیست. اما در بسیاری از موارد طلاق توافقی در دوره نامزدی رخ می‌دهد که زوجه هنوز دوشیزه است و می‌خواهد باکره بودن او در رأی دادگاه نیز منعکس شود. در این موارد خود زوجه باید از دادگاه بخواهد که نامه ای به پزشکی قانونی ارسال شود و وضیعت او را از جهت دوشیزگی و حفظ بکارت در دوره زندگی مشترک اعلام نماید.

#### درخواست طلاق توافقی از طرف زن
طلاق توافقی بر اساس پذیرش دو طرفه بین زن و مرد صورت می‌گیرد؛ بنابراین اگر زن بخواهد دادخواست طلاق توافقی بدهد باید برای همه موارد مربوط به جدایی با همسر خود توافق کرده باشد و در دادگاه آن را ثبت کرده باشد. اما اگر غیر از این اقدامات باشد برای طلاق از طرف زن باید زوج یکسری شرایط را داشته باشد از جمله: محلی برای زندگی کردن نداشته باشد - در حبس باشد و حکم وی بیش از پنج سال باشد - اعتیاد داشته باشد یا زن دلایل محکمه پسند برای عدم زندگی با مرد داشته باشد (که می‌بایست قابل اثبات باشد) در این صورت زن دادخواست طلاق می‌دهد و شرایط و صحت ادعای زن در دادگاه بررسی می‌شود.

### هزینه دادخواست طلاق توافقی
هنگام ثبت دادخواست طلاق توافقی، حضور زن و شوهر و امضای هر یک از آن‌ها ضروری است. بااین‌حال، برای پرداخت هزینه ثبت دادخواست، لزومی ندارد که هم مرد و هم زن هزینه را بپردازند. این مبلغ در سال 1402 چیزی حدود 200 هزارتومان است که صرفاً از جانب خانم یا آقا پرداخت می‌شود. البته، در طلاق‌های توافقی مرسوم است که زن و مرد هزینه‌ها را نصف کرده و هر کدام بخشی از مبالغ را برعهده می گیرند.

#### تکلیف مهریه در طلاق توافقی چه می‌شود؟
یکی از نگرانی‌های بزرگ زوج‌های که قصد طلاق دارند؛ مسئله مهریه است. معمولا خانم این نگرانی را دارد که آیا می‌تواند مهریه را بگیرد یا خیر و آقا هم سعی می‌کند به دنبال راهی برای بخشیده‌شدن مهریه باشد. یکی از مزایایی که طلاق به صورت توافقی دارد این است که زوج‌ها می‌توانند در خصوص مهریه با یکدیگر گفتگو نمایند. به طور کلی زوج‌ها می‌توانند در خصوص مهریه به یکی از حالت‌های زیر توافق داشته باشند:
- بخشش تمامی مهریه: زن و شوهر با توافق یکدیگر تمامی مبلغ مهریه را می‌بخشند.
- دریافت و مطالبه کامل تمامی مبلغ مهریه: خانم و آقا با یکدیگر توافق می‌کنند که آقا تمام مبلغ مهریه را به خانم پرداخت کند.
- مطالبه بخشی از مهریه: این توافق به این صورت است که زن و شوهر بعد از گفتگو به این نتیجه می‌رسند که بخشی از مهریه پرداخت شود و بخشی دیگر بخشیده شود.
- تبدیل مهریه: در این روش خانم با آقا گفتگو می‌کند و به جای مبلغ مهریه، چیز دیگری را جایگزین می‌کند.

تمامی روش‌هایی که در بالا بیان شد؛ یکی از انواع توافقات زن و شوهر است. به عبارتی دیگر زن و شوهر باید خودشان با گفتگو تصمیم بگیرند که آیا می‌خواهند مهریه پرداخت شود یا خیر و به عبارتی دیگر پرداخت و دریافت مهریه کاملا به توافق آن‌ها بستگی دارد.